# 무학초등학교 (경남)
무학초등학교는 대한민국 경상남도 창원시에 있는 공립 초등학교이다.

## 학교 연혁
- 1947.09.01 무학공립국민학교 개교
- 1967.03.01 무학야구부 창단
- 1981.03.10 병설유치원 개원
- 1996.03.01 무학초등학교 개명, 36학급 편성
- 2014.09.01 제23대 윤문태 교장 부임
- 2015. 02. 13 제67회 졸업장 수여식(총 21,762명)
- 2015. 03. 01 30학급 편성
- 2015. 03. 02 입학식(115명 입학)

## 참고 자료
- 무학초등학교 - 한국교육학술정보원 학교알리미